# Pytel kostí
Pytel kostí (Bag of Bones) je kniha spisovatele Stephena Kinga. Z anglického originálu, vydaného nakladatelstvím Scribner v New Yorku, do češtiny přeložila Linda Bartošková. České vydání vydalo roku 2002 nakladatelství BETA. Kniha má 29 kapitol a 495 stran.

## Úryvek z knihy
Nakonec jsem si řekl, že mám taky docela dobrý pocit z toho, jak to dopadlo, a možná jsem měl k tomu právo. Popsal jsem tu příhodu, jako by byla zábavná, a taky byla, ale podobnou zábavu pochopíte teprve s odstupem času. Když probíhala, bylo to hrozné. Co kdyby z opačného směru přijel náklaďák? Projížděl tou zatáčkou moc rychle?
Stephen King, Pytel kostí , kapitola 7.